# Fissistigma kinabaluense
Fissistigma kinabaluense är en kirimojaväxtart som först beskrevs av Otto Stapf, och fick sitt nu gällande namn av Elmer Drew Merrill. Fissistigma kinabaluense ingår i släktet Fissistigma och familjen kirimojaväxter. Inga underarter finns listade i Catalogue of Life.